# André Prokovsky
André Prokovsky (Parigi, 13 gennaio 1939 – Beausoleil, 15 agosto 2009) è stato un ballerino, coreografo e direttore teatrale francese naturalizzato russo. Ammirato come interprete di bravura e coreografo innovativo, ha avuto una carriera variegata di portata internazionale.

## Biografia
Nato a Parigi da genitori russi, Prokovsky iniziò la formazione al balletto in gioventù, studiando con alcuni dei principali insegnanti di Parigi, tra cui  Ljubov' Nikolaevna Egorova, Nora Kiss, Serge Peretti e Nicholas Zvereff. All'età di quindici anni fece il suo debutto sul palco con la Comédie-Française in una produzione del 1954 di Les Amants Magnifiques di Molière. Ha poi ballato in troupe di balletto dirette da Jeanine Charrat, Jean Babilee e Roland Petit prima di entrare nel London Festival Ballet come solista nel 1957. Nonostante il suo fisico tarchiato, aveva sviluppato un grande controllo tecnico della sua danza ed era in grado di eseguire molteplici piroette e salti altissimi e vertiginosi. Il suo sorprendente virtuosismo nel cast originale di Variations for Four di Anton Dolin nel 1957 e in Études di Harald Lander nel 1958 gli valse la promozione come ballerino principale. Ben presto divenne il favorito del pubblico inglese, ballando ruoli da protagonista in Lo schiaccianoci, Napoli, Il Lago dei cigni e Don Chisciotte, tra gli altri.
Nel 1960, Prokovsky lasciò Londra per tornare a Parigi, dove si entrò nel Grand Ballet du Marquis de Cuevas come ballerino principale in una nuova produzione de La bella addormentata. Nel 1963, si trasferì in America, dopo essere stato invitato da George Balanchine a unirsi al New York City Ballet. Come ballerino principale in quella compagnia apparve in molte opere di Balanchine, tra cui Symphony in C, Scotch Symphony, Gounod Symphony e Stars and Stripes. Creò i ruoli in due opere di Jacques d'Amboise, The Chase (1963) e Irish Fantasy (1964) e in due opere di Balanchine, Pas de Deux and Divertissement (1965), musicate da Delibes e Brahms-Schoenberg Quartet (1966). In entrambi i nuovi lavori di Balanchine, la sua compagna fu la brillante Melissa Hayden, una delle ballerine principali della compagnia.
Durante i primi anni '60 Prokovsky ebbe anche molti impegni come artista ospite internazionale con compagnie di balletto a Stoccarda, Roma, Belgrado, Zagabria, Zurigo, Monaco, Dallas, Washington, D.C. e in altre città. Un invito particolarmente fortuito arrivò nel 1966 dal PACT/TRUK Ballet di Johannesburg, in Sudafrica, che lo volle come interprete del Prince Charming in una nuova produzione di Cenerentola. La coreografa doveva essere Françoise Adret, con la quale aveva lavorato a Londra, e la ballerina doveva essere Galina Samsova, del London Festival Ballet, che aveva già incontrato a Marsiglia. La produzione si rivelò vincente e ballare con Samsova andava benissimo a Prokovsky, dato che lo spumeggiante virtuosismo di lei corrispondeva al suo. Di conseguenza lasciò il New York City Ballet e più tardi, nel 1966, ritornò al London Festival Ballet, dove continuò la sua collaborazione con la Samsova con grande successo per alcuni anni.
Prokovsky e la Samsova si sposarono nel 1972 e poco dopo lasciarono il London Festival Ballet per formare la loro compagnia, il New London Ballet. Era una piccola troupe di soli quattordici ballerini, che andò in tournée in Gran Bretagna, Europa, Asia, Sud America e Stati Uniti, con un repertorio comprendente tra gli altri i primi lavori coreografici di Prokovsky. Tra questi c'erano Bagatelles (1972, musica, Beethoven), Vespri (1973; musica, Verdi), Folk Songs (1974; musica, Berio), Soft Blue Shadows (1975; musica, Fauré) e Faust Divertimento (1976; musica Gounod), creati in collaborazione con la Samsova. La compagnia, che in genere riceveva recensioni favorevoli, prosperò per diversi anni, ma fu costretta a sciogliersi quando incontrò gravissimi problemi finanziari nel 1977.
Da allora in poi Prokovsky fu direttore di balletto dell'Opera di Roma per due anni e poi si dedicò alla coreografia, in particolare a produzioni serali di storie familiari dalla letteratura o dall'opera. Trascorse i suoi ultimi anni come coreografo freelance, mettendo in scena i suoi balletti per le compagnie di tutto il mondo. Divorziato dalla Samsova nel 1981, Prokovsky alla fine si risposò e si stabilì vicino a Beausoleil, una località invernale nella Francia sud-orientale. Nel 2009 morì a casa, di cancro, all'età di settant'anni.

## Lavori salienti
| Anno | Titolo                | Musica                   | Compagnia                 | Città        |
| ---- | --------------------- | ------------------------ | ------------------------- | ------------ |
| 1975 | The Seven Deadly Sins | Weill                    | PACT/TRUK Ballet          | Johannesburg |
| 1979 | Anna Karenina         | Tchaikovsky              | Australian Ballet         | Melbourne    |
| 1980 | I tre moschettieri    | Verdi                    | Australian Ballet         | Sydney       |
| 1983 | Zhivago               | Rimsky-Korsakov, Borodin | Cape Town City Ballet     | Cape Town    |
| 1985 | Romeo and Juliet      | Berlioz                  | London City Ballet        | Londra       |
| 1986 | Il lago dei cigni     | Tchaikovsky              | Northern Ballet Theatre   | Glyndebourne |
| 1987 | The Great Gatsby      | Schuller                 | Pittsburgh Ballet Theatre |              |
| 1989 | La Traviata           | Verdi                    | London City Ballet        | Londra       |
| 1991 | Macbeth               | Earl                     | Ballet de Santiago        |              |
| 2001 | Turandot              | Puccini                  | Guangzhou Ballet Company  | Canton       |